# Schönhof (Görlitz)
Der Schönhof ist das älteste Renaissance-Bauwerk in Görlitz. Das Gebäude in der Brüderstraße 8 wurde 1526, unmittelbar nach dem Stadtbrand von 1525, über den steinernen Resten des Vorgängerbaus von Ratsbaumeister Wendel Roskopf dem Älteren erbaut.
Durch die topographische Lage begünstigt, diente das komfortabel ausgestattete Repräsentationsgebäude seit dem 14. Jahrhundert als fürstliches Gästehaus. Sein geschichtlicher und bauhistorischer Wert wurde bereits früh erkannt und bewahrte das Haus vor tiefgreifenden Umbauten und sogar Abrissen.
Im Inneren reichte eine zentrale Halle über alle Stockwerke – damit entspricht das Haus dem Typus eines Görlitzer Hallenhauses. Diese Halle wurde im Laufe der Jahrhunderte verbaut – allerdings waren ihre Mauern der Bauforschung zugänglich.

## Lage
Der Schönhof liegt an der städtebaulichen Schnittstelle zwischen dem Untermarkt und der Brüderstraße. Die Brüderstraße verbindet den Untermarkt mit dem Obermarkt. Durch alle drei verlief die mittelalterliche Handelsstraße Via Regia, die von Kiew aus Breslau, Görlitz und Leipzig miteinander verband und bis Santiago de Compostela führte. Alle eintreffenden Waren wurden in der Waage am Untermarkt verzollt und mussten in den Handelshöfen der Stadt eingelagert werden – das sogenannte Stapelrecht. Der Schönhof liegt direkt neben diesen Kaufmannshäusern schräg gegenüber dem Gerichtsflügel des Rathauses. Neben dem Vogtshof an der Peterskirche ist das die exponierteste Lage für einen repräsentativen Bau in der mittelalterlichen Stadt.

## Geschichte
Die Geschichte des Gebäudes reicht bis ins 13. Jahrhundert zurück. Durch seine besondere Lage stiegen seit dieser Zeit darin Landesherren ab um als oberste Gerichtsinstanz zu wirken. Über die Jahrhunderte wurde das Gebäude mehrmals umgebaut um den zeitgenössischen Ansprüchen des Adels zu entsprechen, es wurde mit zwei anderen Häusern verbunden und wurde einmal durch den Brand 1525 schwer beschädigt. Daher liegen äußerst komplexe baugeschichtliche Befunde vor, die eine genaue Rekonstruktion der Umbauten erschweren.

### 13. bis 16. Jahrhundert

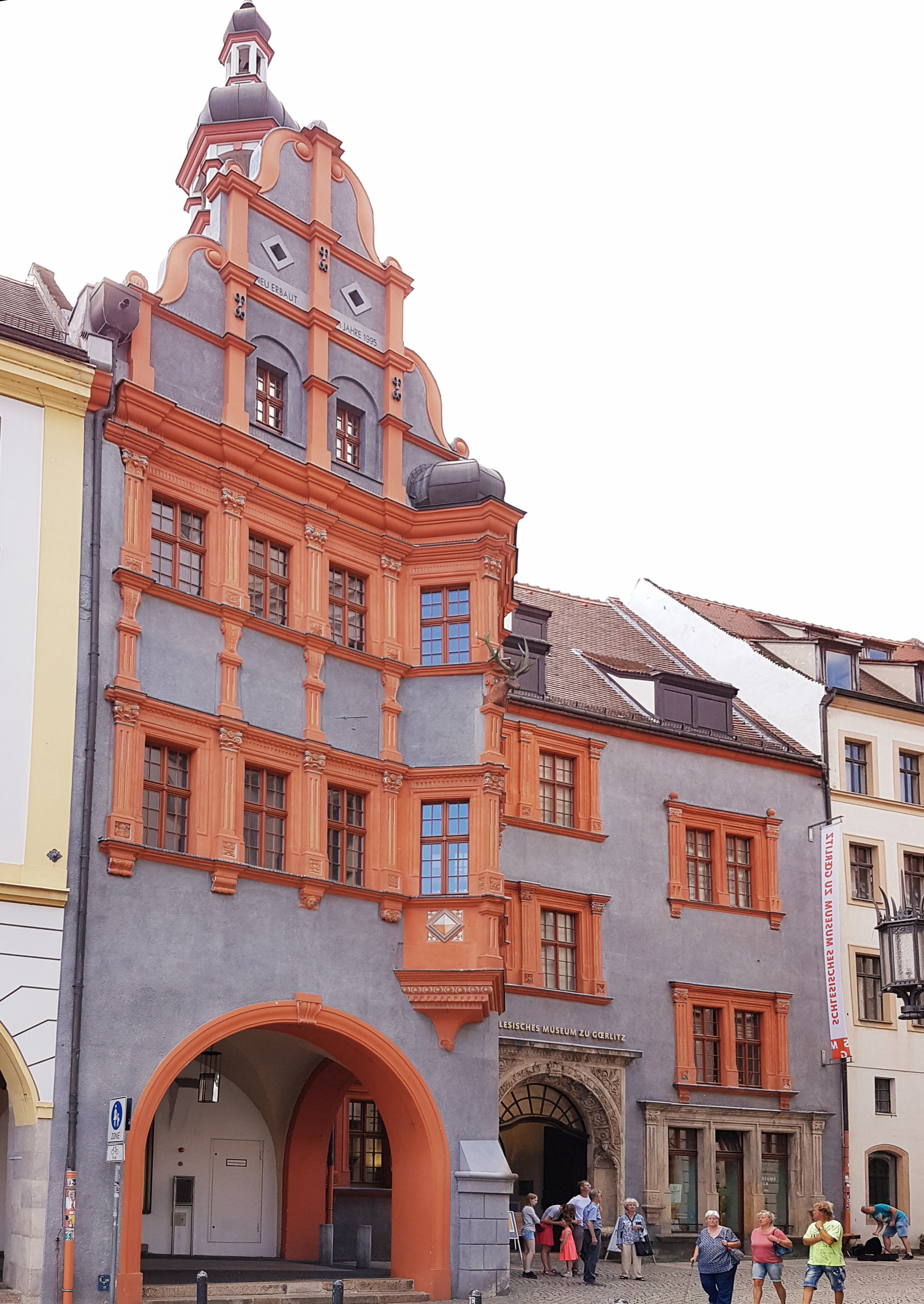
Schönhof, Blickrichtung vom Untermarkt

Im 13. Jahrhundert lebten böhmische Amtsmänner und wohlhabende Familien in mehreren Freihöfen nah beieinander. Geschichtlich überliefert sind die Freihöfe Waidhaus, das Rathausgebäude Untermarkt 6, die Ecke Neißstraße-Hainwald und der Vorgängerbau der Dreifaltigkeitskirche. Die Höfe sind über der gesamten mittelalterlichen Stadt verstreut und lagen oftmals neben den Häusern der Handwerker.
Der Vorgängerbau des Schönhofs war zu diesem Zeitpunkt ein Fachwerkhaus, dessen Gebäudegrundriss durch Balkenabdrücke im Boden des Kellers rekonstruiert werden konnte. Es wurde vermutlich in der ersten Hälfte des 13. Jahrhunderts errichtet. Eine zweite Bauphase konnte auf die Mitte des 13. Jahrhunderts datiert werden. Zu diesem Zeitpunkt wurde der Vorgängerbau des Schönhofes ebenfalls als Freihof genutzt. Von diesem Gebäude blieb die Steinzelle erhalten und ging später in dem Gebäude auf. Das nebenstehende kleinere steinerne Gebäude bot eine Durchfahrt zum Fischmarkt auf der anderen Seite. Später mauerte man sie auf und setzte ein Geschoss darüber.
Die Stadt erreichte schnell eine solide wirtschaftliche Basis und wohlhabende Familien heirateten Kaufleute und formten so die Görlitzer (Adels-)Geschlechter. Gegen Ende des 13. Jahrhunderts erlangte die Stadt mehr und mehr kommunale Selbstverwaltung, sodass die böhmische Landesverwaltung überflüssig wurde. 1303 begann die Stadt mit der Errichtung eines vorläufigen Rathauses, kaufte aber 1350 das Gebäude Untermarkt 6 – das heutige Rathaus.
Der Schönhof lag damit direkt gegenüber dem Rathaus und an der Fernhandelsstraße Via Regia. Zwei weitere Bauphasen schlossen sich bis 1400 an, wobei es 1400 noch einmal grundlegend umgebaut wurde. Unter anderem entstand auf der östlichen Hofseite ein Saal, der mit Draperien, Holzvertäfelungen und Wandmalereien ausgestattet war. Zwei 3,50 m hohe Spitzbogenfenster beleuchteten den Raum. Sie wurden noch vor dem Brand 1525 auf 1,75 und 2,30 m Höhe verkleinert.
1405 übernachtete König Wenzel IV. im Schönhof. Zu diesem Anlass wurde ein hölzerner Gang zum Rathaus hin gebaut. Auch König Albrecht II., sein Sohn Ladislaus Posthumus und Georg von Podiebrad nutzen den Schönhof als königliches Gästehaus.
Die Besitzer des Hauses lassen sich seit 1400 lückenlos nachweisen. Somit sind die ersten bekannten Besitzer des Schönhofes Niclas Merten gefolgt von Caspar Geiske. 1412 ging das Haus an den Konsul Francisco Pleczil über. Es schließen sich an: Kaspar Lelau (Bürgermeister aus der Husitenzeit) und Niclas Jeronimi (als Ratsmann des Hochverrats beschuldigt und 1479 aus der Stadt vertrieben) Alle Besitzer gehörten der Görlitzer Oberschicht an.
1427 wurde das Gebäude als sechsbieriges Brauhaus genutzt. Zu diesem Zeitpunkt werden die drei nebenstehenden Hausteile nicht mehr als separate Häuser im Geschossbuch aufgeführt. Durch einen Umbau mussten sie also vor 1427 verbunden worden sein. Vermutlich zwischen 1476 und 1479 hat man die heutigen Grundstrukturen des Hauses geschaffen: die Zentralhalle wurde verbaut, das Mauerwerk der Fassade im ersten Obergeschoss wurde mit Bruchstein gemauert und die Fenster wurden von Mauerziegeln mit farbigen Fugen umfasst. Zu diesem Zeitpunkt waren die Fenster noch anders angeordnet und die Fugen sind ab 1525 unter dem Putz verschwunden.

### Umbaumaßnahmen in der frühen Neuzeit
Trotz der schwierigen wirtschaftlichen Bedingungen zwischen 1500 und 1530, verdiente die Görlitzer Oberschicht nach wie vor Geld mit ihren Gebäuden und wollte ihren Wohlstand und ihren Einfluss auch so in ihnen widerspiegeln. Anders als zu Zeiten der Gotik, floss das Geld nicht mehr alleinig in Kirchenbauten. Die weitgereisten und gut vernetzten Kaufleute waren in der Gestaltung ihrer Häuser frei und es war keine Legitimierung gegenüber einem Bischof nötig (anders als z. B. in Augsburg, Halle oder Breslau).
Der Schönhof ist nicht das erste Gebäude in Görlitz, dass nicht-gotische Elemente zeigt. Der erste Aufbruch der Gotik fand sich 1500 an dem Giebel des Hauses von Hans Frenzel – dem Gebäude neben dem Schönhof. Im Haus finden sich auch illusorische Wandmalerei eines italienischen Stils. 1515 spendete der Kaufmann Frenzel 1500 Görlitzer Mark für ein neues Portal an der Nikolaikirche, dass ein nach oben geöffnetes Spitzbogenportal zeigt.
Unbestritten ist, dass ab 1526 der Schönhof und kurze Zeit später die Peterstraße 8 die ersten Gebäude waren, die Renaissance-Formen einführten.

#### Erster Umbau 1526

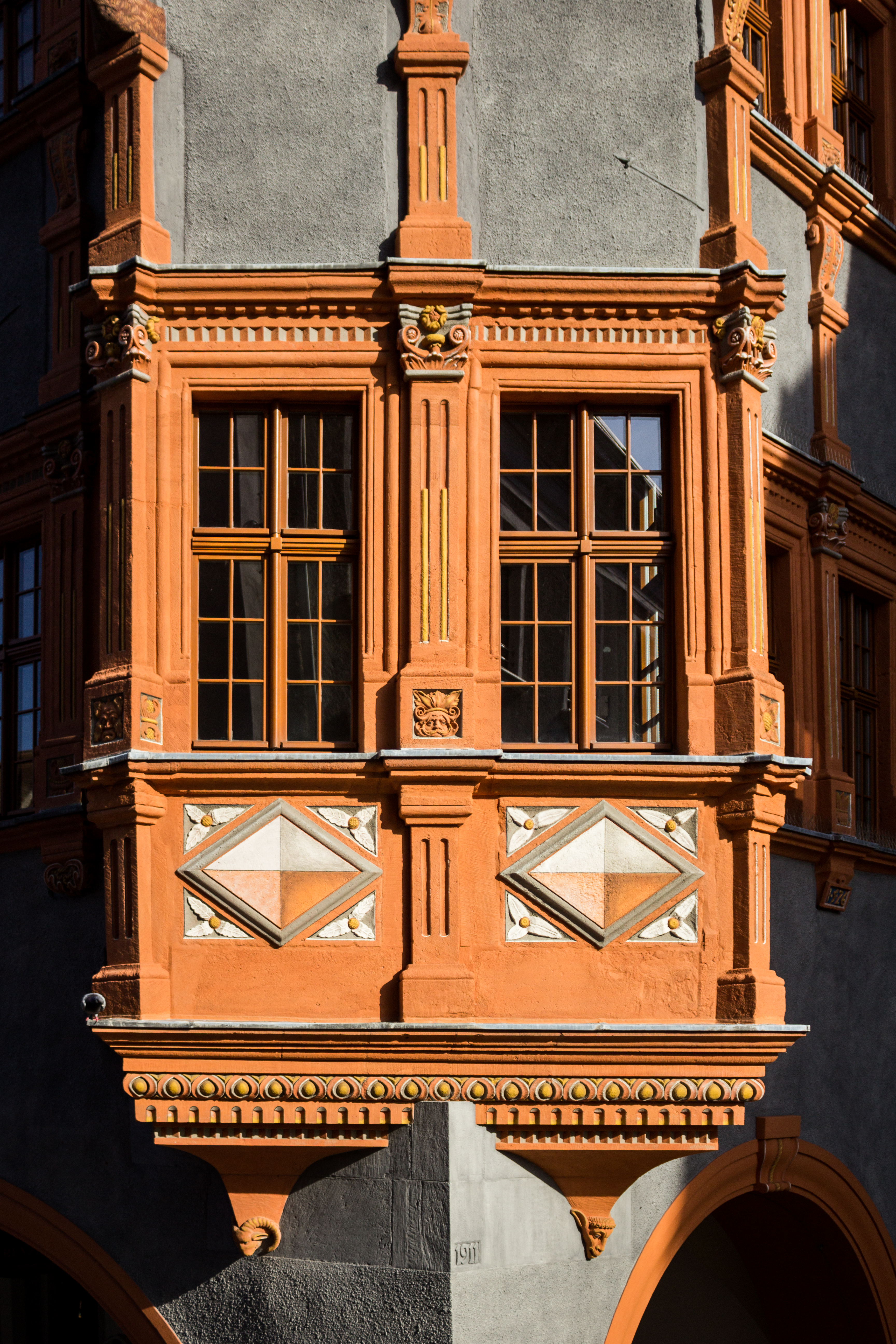
Detail Erker

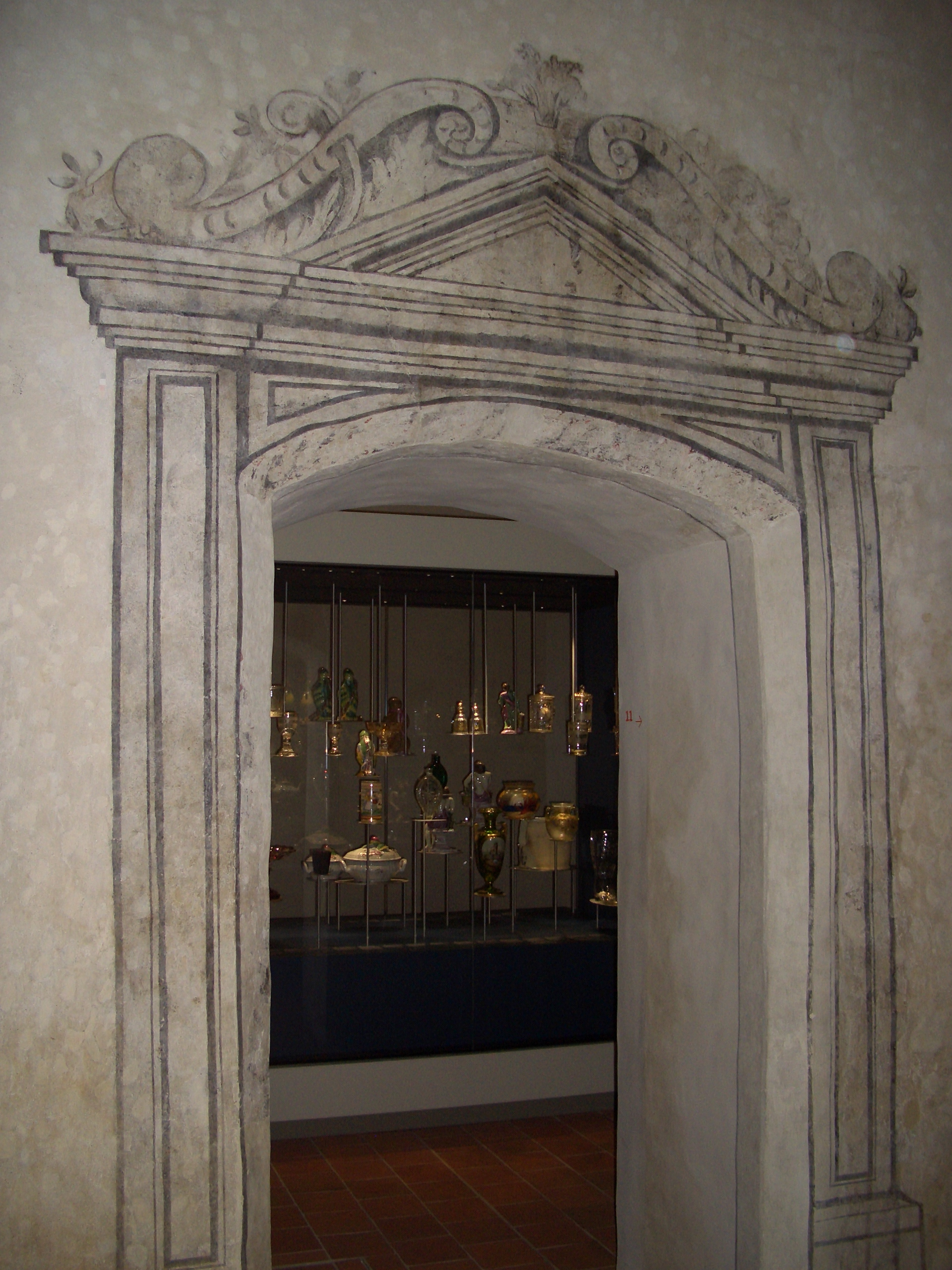
Erhaltene Illusionsmalerei

Görlitz hatte 1526 seinen wirtschaftlichen Höhepunkt bereits überschritten. Zwischen 1510 und 1515 kam es zu einer massiven Inflation, bei der sich die einfachen Leute kein Brot mehr kaufen konnten. Am Streit um die Görlitzer Währung wäre beinahe der Sechsstädtebund zerbrochen. Infolge der Turbulenzen wiedererlangte Breslau das Stapelrecht und trat fortan als wirtschaftlicher Konkurrent auf. Handwerker forderten die Reformation und ein wiederkehrender Pestausbruch forderte Leben. Hinzu kam der verheerender Stadtbrand am 12. Juni 1525.
Bis heute zeugen die Brandspuren auf dem Mauerwerk des Schönhofes vom Stadtbrand 1525. Alle brennbaren Materialien in den Innenräumen scheinen abgebrannt zu sein. Dem damaligen Käufer Onoffrius Schneider fiel es anscheinend schwer das Gebäude wieder bewohnbar zu machen – er bekam einen Teil des Kaufpreises erlassen. Christopf Ulricher vermutet, dass das Datum 1526 an der Fassade eher den Baubeginn als den Bauabschluss markiert.
Der Bauherr bestellte den Baumeister Wendel Roskopf den Älteren um das Gebäude zu planen und errichten zu lassen. Beim Bau des Schönhofes 1526 orientierte sich Roskopf am Wladislawsaal, der Reitertreppe und am Gerichtssaal der Prager Burg, bei der er unter dem Landbaumeister Benedikt Ried die neue Renaissancebaukunst erlernte.
Der Bauherr ließ neue Dächer errichten, gestaltete die Fassade in Renaissance-Stil und zog 13 bemalte Holzbalkendecken ein. Er gestaltete die Eingangshalle neu und trennte dabei die Osthalle ab. Er legte den Zugang zu den Kellern neu, errichtete die breite Treppe im Eingangsbereich und baute ein Kreuzgewölbe in zweiter Etage. Er ließ die Heizungs- und Sanitäranlagen verlegen und erhöhte damit den Komfort. Dabei orientierte er seine Raumaufteilung an den Schlossbauten der damaligen Zeit: an eine von außen beheizbare Wohnstube schloss sich eine Schlafstube und eine Toilettenanlage an, die nur über die Wohnstube erreichbar waren. Alle Gemächer bekamen bemalte Holzbalkendecken, Wandbemalungen und Sitznischen zwischen wuchtigen Halbsäulen an den Fenstern. Eine Schwarze Küche konnte mit ihrem Herdfeuer das Treppenhaus beleuchten. Die Holzbalken im ersten Obergeschoss sind mit ornamentaler Bemalung geprägt. Diese sind begleitet von Wandmalereien, die sich in Resten erhalten haben.
Der Erker, der mit Blick auf die Rathaustreppe errichtet wurde, der graue Putz im Kontrast zu den roten Fensterumrahmungen, die von aufwendigen Pilastern eingeschlossen wurden, hinterließen nachhaltigen Eindruck bei den Görlitzern. Schließlich musste der Schönhof höfischen Ansprüchen genügen. Die Görlitzer Renaissance nahm hier ihren Anfang.
Gleichzeitig zum Schönhof wurde die Peterstraße 8 von Onoffrius Bruder Franz Schneider gebaut – ebenfalls unter dem Baumeister Wendel Roskopf. Alle drei waren gut bereist, hatten Kontakte ins Ausland und Kenntnis von den Formen der Zeit. Der Schönhof und Peterstraße 8 setzten Standards, die dann andere Bauherren zu erreichen versuchten. Selbst Kaufleute, die nicht zu den Reichsten gehörten, konnten gewisse Gestaltungselemente für ihre Gebäude nutzen. Durch den Schönhof ausgelöst, setzte sich der Renaissance-Baustil schnell durch, obwohl es zu keinem Zeitpunkt ein städtisches Programm dafür gab.
Der geadelte Michael Schmidt, seine drei teilweise adoptierten Nachkommen namens Schmidt von Schmiedeburg und ein Herr Sohneundorf waren die nachfolgenden Besitzer bis 1617.

#### Zweiter Umbau 1617

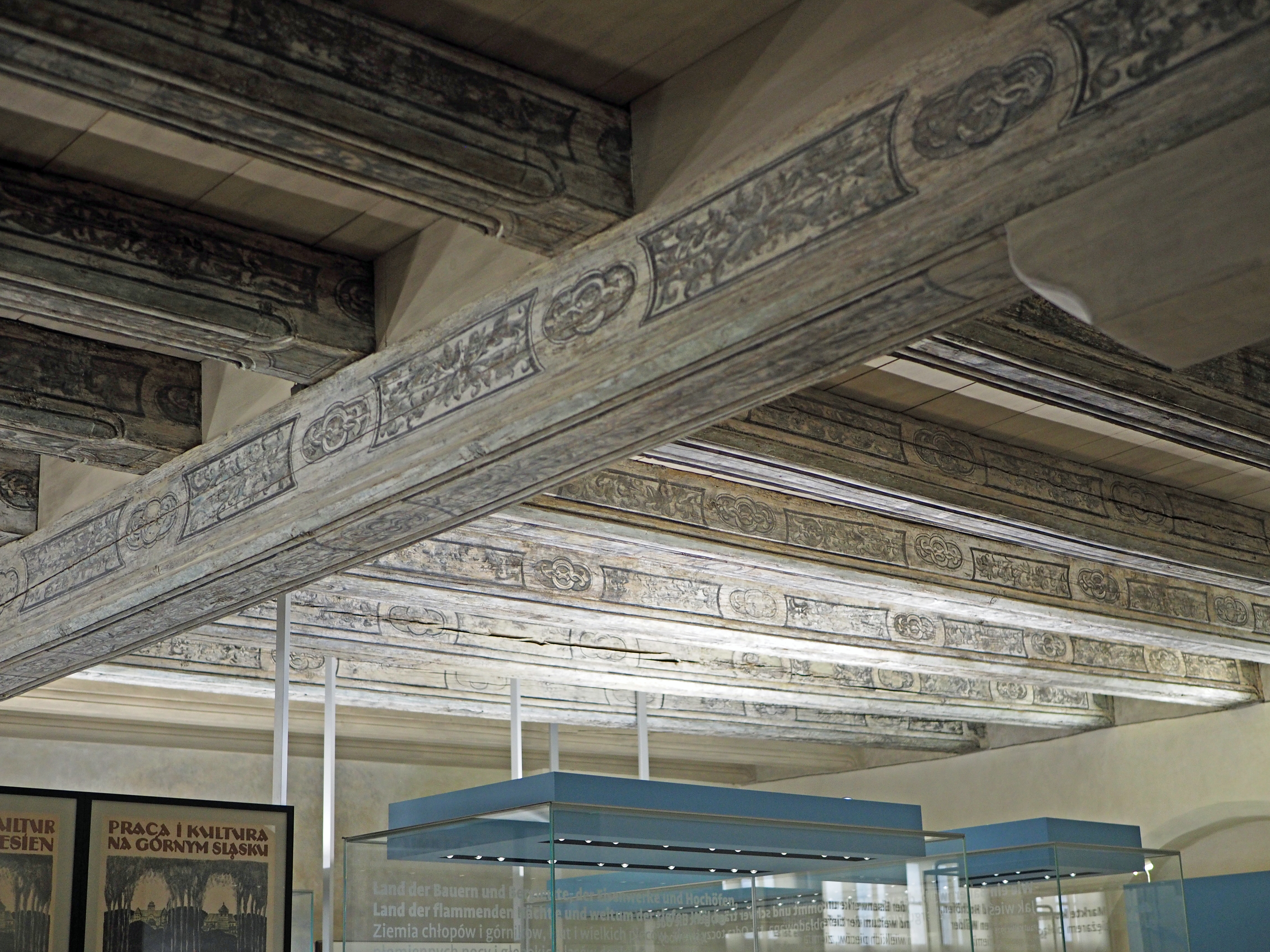
Bemalte Holzbalkendecken

Der damalige Besitzer Hans Johann Glich von Milzitz ließ das Gebäude 1617 umbauen. Dendrochronologische Untersuchungen an den Resten der originalen Unterkonstruktion konnten zeigen, dass ein Turm in diesem Jahr errichtet worden ist. Das Portal ließ er neu errichten. Die Eingangshalle und die Zentralhalle versah er mit einem Kreuzgratgewölbe und einer Herkulessäule. Er ließ mehrere Figuren errichten. In der Literatur wird diskutiert, ob er das zweite Obergeschoss des linksseitigen Laubentrakts erhöhen ließ.
Nachfolgender Besitzer war Georg Endermann, fünffacher Bürgermeister bis 1663. Seine Gäste waren unter anderem Markgraf Brandenburg Johann Georg von Jägerndorf, der 1620/21 genächtigt hat und der Kurfürst Johann Georg I.

### Nach 1700
Der Schönhof wurde anschließend für mehrere Jahrhunderte bis Anfang des 20. Jahrhunderts als Brauhof genutzt, dessen hoher Giebel und Turm 1733 entfernt wurden. Über deren Aussehen ist nichts bekannt.
Schon eine frühe Wertschätzung während der Industrialisierung verhinderte den Abriss des Gebäudes. 1908 wollte der Besitzer den Gasthof abreißen lassen. 1909 könnte es die Stadt mit staatlichen Zuschüssen Preußens abkaufen und erhalten.

### Heutige Nutzung

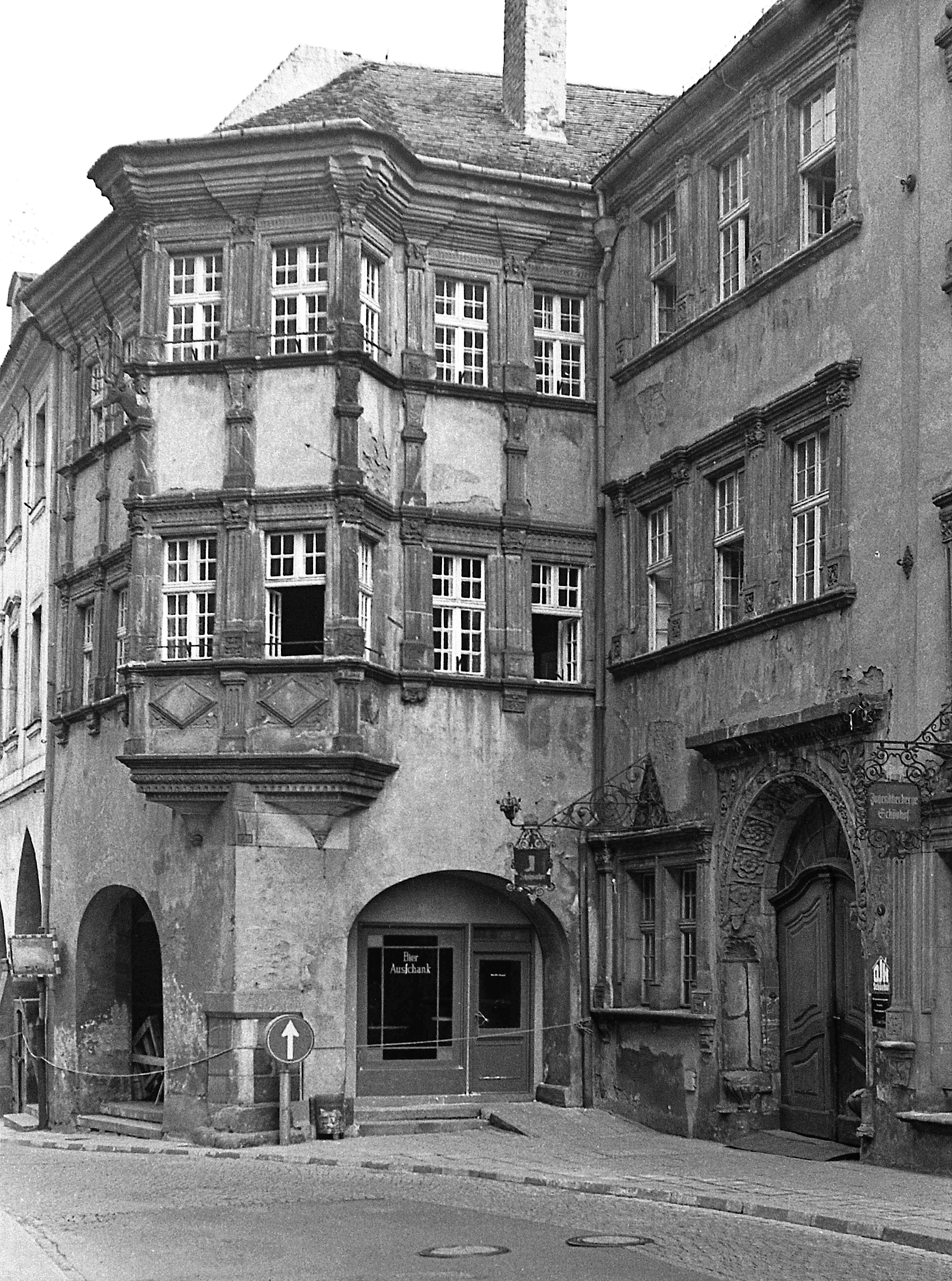
Schönhof 1970

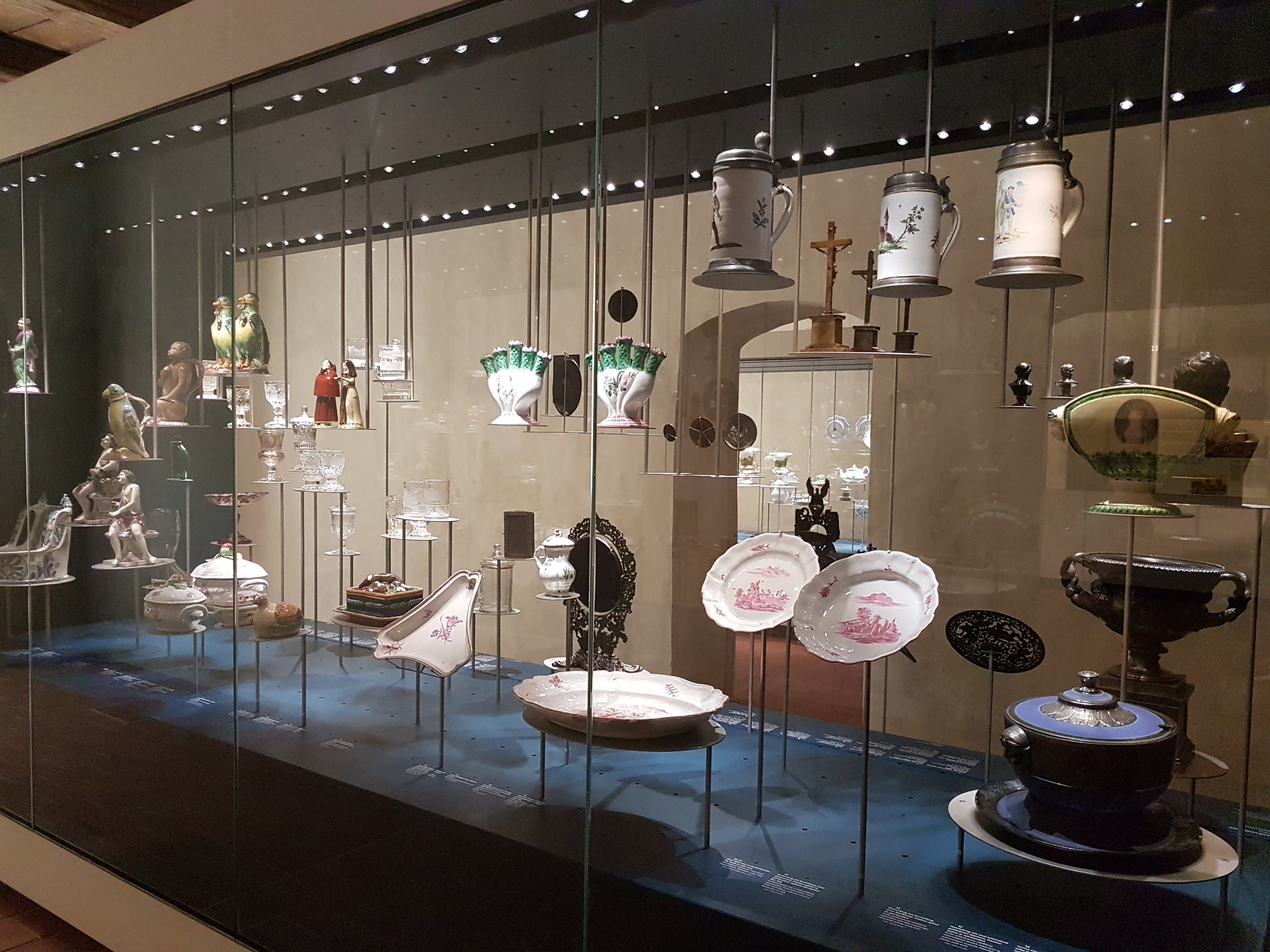
Exponate des Schlesischen Museums

Zu DDR-Zeiten verkam das Gebäude. Zwischen 1977 und 1989 gab es mehrere Anläufe das Gebäude zu sanieren. Aber es konnten nur umfangreiche baugeschichtliche Untersuchungen gemacht und Malereien an Wänden und Balkendecken freigelegt werden. Mit der deutschen Wiedervereinigung gab es Geld und Materialien um das Gebäude grundlegend und fachgerecht zu sanieren. So wurde das Türmchen von 1617 und ein neuer Giebel 1995 gebaut. Letzterer wurde frei und ohne historischer Grundlage konstruiert.
Seit 2006 beherbergt der Schönhof zusammen mit drei verbundenen Häusern das Schlesische Museum Görlitz.

## Ausstellung
2006 wurde der Bau nach umfassender Restaurierung Sitz des Schlesischen Museums zu Görlitz. Auf 2000 m² werden alle wichtigen Themen der schlesischen Kulturgeschichte dargestellt. Das Gestaltungssystem für die Ausstellung musste dem besonderen Charakter des Gebäudes gerecht werden und die kostbaren Malereien nicht verdecken. Außer einem Feuerlöscher darf nichts an den Wänden hängen. Die Exponate werden in Schauvitrinen gezeigt, aus deren Innern auch die Beleuchtung kommen muss.
Das Schlesische Museum konzentriert sich augenblicklich auf die Kunst. Es wurde auf 350 m² Ausstellungsfläche im „Haus zum Goldenen Baum“, neben dem Schönhof gelegen, 2001 eröffnet, die Ausstellung „Auf der Suche nach Schlesien“ gezeigt. Aus privaten Schenkungen an schlesischem Kulturgut und vor allem mit Dauerleihgaben des Bundes, wurden in Görlitz über 12.000 Exponate zusammengetragen. Das Besondere an dem „deutschen Zentralmuseum für Schlesien“ ist die Struktur: Diese Einrichtung wird gemeinsam getragen vom Bund, dem Freistaat Sachsen, der Stadt und der Landsmannschaft Schlesien.
Die Geschichtsdarstellung, die die Besucher im Schlesischen Museum erwartet, ist im großen Konzept seit 2006 wieder zu sehen, da sich in dem gesamten Komplex das Schlesische Museum präsentiert. Dabei beginnt die Ausstellung ab dem späten 12. Jahrhundert, als Siedler aus Thüringen und Franken nach Schlesien kamen. So widmet sich auch ein Teil der Ausstellung Landschaften wie dem Riesengebirge und Städten wie der Metropole Breslau, ein weiterer Teil befasst sich mit den Menschen, der Sprache und Kultur.